# Бульково
Бульково (пол. Bulkowo) — село в Польщі, у гміні Бульково Плоцького повіту Мазовецького воєводства.
Населення — 245 осіб (2011).
У 1975-1998 роках село належало до Плоцького воєводства.

## Демографія
Демографічна структура станом на 31 березня 2011 року:
|          | Загалом | Допрацездатний вік | Працездатний вік | Постпрацездатний вік |
| -------- | ------- | ------------------ | ---------------- | -------------------- |
| Чоловіки | 125     | 22                 | 92               | 11                   |
| Жінки    | 120     | 16                 | 75               | 29                   |
| Разом    | 245     | 38                 | 167              | 40                   |